# Manuel Capdevila i Font
|  | Per a altres significats, vegeu «Manuel Capdevila». |

Manuel Capdevila i Font (Barcelona, 1931) és un músic, traductor i musicògraf català.
Per tal de fomentar la difusió de la música entre el jovent català, del 1963 al 1976 fou secretari de les Joventuts Musicals de Barcelona, des d'on ha promocionat a nivell internacional músics i intèrprets catalans. Ha traduït prop de cinc mil lieder alemanys, el mètode de pedagogia per a percussió del professor Siegfried Fink, el llibre sobre les 32 Sonates per a piano de Beethoven de Paul Badura-Skoda i Jörg Demus i l'autobiografia de Jean-Pierre Rampal.
També ha estat membre de la Fundació Pere Tarrés. Fou gran admirador i amic personal de Victòria dels Àngels. El 1994 va rebre la Creu de Sant Jordi.

## Obres
- Eduard Toldrà (1995)
- El Gran Libro de la Ópera
- Tretze anys de Joventuts Musicals de Barcelona (1963-1976), (1998)
- Disfrutar con la música clásica : guía básica (2002)
- La carrera de Victoria de los Ángeles